# アンマー
『アンマー』はインディーズバンド・かりゆし58が2006年7月5日にリリースした1枚目のシングル。

## 概要
かりゆし58のデビューシングルで、沖縄版と約1ヶ月遅れの全国版との2種販売。2006年12月16日にはインディーズアーティストとしては異例となる日本有線大賞新人賞を受賞。
表題曲「アンマー」は、ボーカル・前川が自身の母に向けて制作された曲で沖縄の方言で母を意味する。学生時代、前川は不良で母も手がつけられないほどだった。その後なんとか高校卒業し、バンドを結成。しかしインディーズCDを出すもまったく売れず、契約打ち切りまで追い込まれた。その時、前川は社会で生きていく苦しさを知り、母の苦しさも初めて知った。そして前川は恥を捨て「アンマー」を制作した。
有川浩が「アンマー」をモチーフにした小説『アンマーとぼくら』を執筆し、2016年7月19日に講談社より出版された。

## 収録曲
全作詞・作曲：前川真悟

### 沖縄限定版
1. アンマー
テレビ神奈川「Music B.B.」エンディングテーマ
KONAMI 「GuitarFreaksXG2＆DrumManiaXG2」　提供曲
2. ラバー・ソウル

### 全国版
1. アンマー
2. ラバー・ソウル
3. アンマー PV （CD EXTRA）

## カバー
アンマー
- DJ SASA with ISLAND SOULS - ISLAND SOULS REGGAE（2009年4月8日）
- RSP - アンマー 〜母唄〜（2009年6月3日発売）
- Naomile - SWEETS RESORT～for J-POP HIT COVERS HIBISCUS～（2010年4月28日）
- fumika - アルバム『COVER LIFE』（2018年11月14日発売）

## アルバム収録
- 2006年9月13日 - ウージの唄
- 2008年1月15日 - 琉球ラヴァーズロック
- 2009年2月18日 - 誰も知らない泣ける歌 オフィシャル・コンピレーションアルバム